# Przewodniczący Izby Lordów
Przewodniczący Izby Lordów (ang. Leader of the House of Lords) – stanowisko rządowe i równocześnie parlamentarne istniejące w systemie politycznym Wielkiej Brytanii. Zadaniem przewodniczącego jest dbanie o to, aby program polityczny rządu, w szczególności projekty ustaw pochodzące od partii lub koalicji rządzącej, były we właściwy sposób procedowane na forum Izby. Podstawowym służącym temu instrumentem jest ustalanie porządku obrad Izby, stanowiące najważniejszą kompetencję przewodniczącego.

## Uprawnienia
Podobnie jak w przypadku Izby Gmin, w Izbie Lordów oprócz przewodniczącego istnieje osobne stanowisko spikera. Podział kompetencji między tymi funkcjami jest nieco odmienny w obu izbach (Spiker Izby Gmin ma większy wpływ na przebieg obrad niż jego odpowiednik w Izbie Lordów, gdzie z kolei większymi prerogatywami dysponuje Przewodniczący), lecz w obu przypadkach można powiedzieć, iż zadania Przewodniczącego koncentrują się na określaniu programu pracy izby, z kolei Spiker zajmuje się bardziej bieżącym sterowaniem przebiegiem obrad. Ponadto Przewodniczący wypełnia pewne funkcje ceremonialne, m.in. odczytuje okolicznościowe stanowiska Izby przyjęte na różne okazje, np. gratulacje czy podziękowania.

## Powoływanie i pozycja polityczna
Przewodniczący Izby Lordów jest mianowany przez premiera Wielkiej Brytanii na identycznych zasadach jak inni członkowie rządu i odpowiada wyłącznie przed nim – sama Izba nie ma wpływu na obsadę tego stanowiska, nie jest też w stanie w żaden sposób rozliczać Przewodniczącego z jego pracy. Aby umożliwić Przewodniczącemu zasiadanie w Gabinecie, zwyczajowo otrzymuje on jedną z tzw. synekur, czyli dawnych stanowisk rządowych, obecnie mających znaczenie wyłącznie ceremonialne. Najczęściej jest to funkcja Lorda Przewodniczącego Rady, Lorda Tajnej Pieczęci lub Kanclerza Księstwa Lancaster. Przewodniczący musi być również członkiem Izby, co w praktyce oznacza, iż urząd ten zarezerwowany jest dla parów dożywotnich lub parów dziedzicznych (trzecia grupa członków Izby, lordowie duchowni, jest wyłączona ze sprawowania funkcji politycznych z uwagi na pełnione stanowiska w Kościele Anglii).

## Lista przewodniczących
- 1721–1730: Charles Townshend, 2. wicehraba Townshend
- 1730–1742 : ?
- 1742–1744: John Carteret, 2. baron Carteret
- 1744–1756: Thomas Pelham-Holles, 1. książę Newcastle
- 1756–1757: William Cavendish, 4. książę Devonshire
- 1757–1762: Thomas Pelham-Holles, 1. książę Newcastle
- 1762–1763: John Stuart, 3. hrabia Bute
- 1763–1765 : ?
- 1765–1766: Charles Watson-Wentworth, 2. markiz Rockingham
- 1766–1770: Augustus FitzRoy, 3. książę Grafton
- 1770–1782 : ?
- 1782–1782: Charles Watson-Wentworth, 2. markiz Rockingham
- 1782–1783: William Petty, 2. hrabia Shelburne
- 1783–1783: William Bentinck, 3. książę Portland
- 1783–1789: Thomas Townshend, 1. wicehrabia Sydney
- 1789–1790: Francis Osborne, 5. książę Leeds
- 1790–1801: William Grenville, 1. baron Grenville
- 1801–1803: Thomas Pelham, 2. baron Pelham
- 1803–1806: Robert Jenkinson, 2. baron Hawkesbury
- 1806–1807: William Grenville, 1. baron Grenville
- 1807–1827: Robert Jenkinson, 2. hrabia Liverpool
- 1827–1828: Frederick Robinson, 1. wicehrabia Goderich
- 1828–1830: Arthur Wellesley, 1. książę Wellington
- 1830–1834: Charles Grey, 2. hrabia Grey
- 1834–1834: William Lamb, 2. wicehrabia Melbourne
- 1834–1835: Arthur Wellesley, 1. książę Wellington
- 1835–1841: William Lamb, 2. wicehrabia Melbourne
- 1841–1846: Arthur Wellesley, 1. książę Wellington
- 1846–1852: Henry Petty-Fitzmaurice, 3. markiz Lansdowne
- 1852–1852: Edward Stanley, 14. hrabia Derby
- 1852–1855: George Hamilton-Gordon, 4. hrabia Aberdeen
- 1855–1858: Granville Leveson-Gower, 2. hrabia Granville
- 1858–1859: Edward Stanley, 14. hrabia Derby
- 1859–1865: Granville Leveson-Gower, 2. hrabia Granville
- 1865–1866: John Russell, 1. hrabia Russell
- 1866–1868: Edward Stanley, 14. hrabia Derby
- 1868–1868: James Harris, 3. hrabia Malmesbury
- 1868–1874: Granville Leveson-Gower, 2. hrabia Granville
- 1874–1876: Charles Gordon-Lennox, 6. książę Richmond
- 1876–1880: Benjamin Disraeli
- 1880–1885: Granville Leveson-Gower, 2. hrabia Granville
- 1885–1886: Robert Gascoyne-Cecil, 3. markiz Salisbury
- 1886–1886: Granville Leveson-Gower, 2. hrabia Granville
- 1886–1892: Robert Gascoyne-Cecil, 3. markiz Salisbury
- 1892–1894: John Wodehouse, 1. hrabia Kimberley
- 1894–1895: Archibald Primrose, 5. hrabia Rosebery
- 1895–1902: Robert Gascoyne-Cecil, 3. markiz Salisbury
- 1902–1903: Spencer Cavendish, 8. książę Devonshire
- 1903–1905: Henry Petty-Fitzmaurice, 5. markiz Lansdowne
- 1905–1908: George Robinson, 1. markiz Ripon
- 1908–1916: Robert Crewe-Milnes, 1. markiz Crewe
- 1916–1924: George Curzon, 1. markiz Curzon
- 1924–1924: Richard Haldane, 1. wicehrabia Haldane
- 1924–1925: George Curzon, 1. markiz Curzon
- 1925–1929: James Gascoyne-Cecil, 4. markiz Salisbury
- 1929–1931: Charles Cripps, 1. baron Parmoor
- 1931–1931: Rufus Isaacs, 1. markiz Reading
- 1931–1935: Douglas Hogg, 1. wicehrabia Hailsham
- 1935–1935: Charles Vane-Tempest-Stewart, 7. markiz Londonderry
- 1935–1938: Edward Wood, 3. wicehrabia Halifaksu
- 1938–1940: James Stanhope, 7. hrabia Stanhope
- 1940–1940: Thomas Inskip, 1. wicehrabia Caldecote
- 1940–1940: Edward Wood, 3. wicehrabia Halifaksu
- 1940–1941: George Lloyd, 1. baron Lloyd
- 1941–1942: Walter Guinness, 1. baron Moyne
- 1942–1945: Robert Gascoyne-Cecil, wicehrabia Cranborne
- 1945–1951: Christopher Addison, 1. wicehrabia Addison
- 1951–1957: Robert Gascoyne-Cecil, 5. markiz Salisbury
- 1957–1960: Alexander Douglas-Home, 14. hrabia Home
- 1960–1963: Quintin Hogg, 2. wicehrabia Hailsham
- 1963–1964: Peter Carington, 6. baron Carrington
- 1964–1968: Frank Pakenham, 7. hrabia Longford
- 1968–1970: Edward Shackleton, baron Shackleton
- 1970–1973: George Jellicoe, 2. hrabia Jellicoe
- 1973–1974: David Hennessy, 3. baron Windlesham
- 1974–1976: Malcolm Shepherd, 2. baron Shepherd
- 1976–1979: Fred Peart, baron Peart
- 1979–1981: Christopher Soames, baron Soames
- 1981–1983: Janet Young, baronessa Young
- 1983–1988: William Whitelaw, 1. wicehrabia Whitelaw
- 1988–1990: John Ganzoni, 2. baron Belstead
- 1990–1992: David Waddington, baron Waddington
- 1992–1994: John Wakeham, baron Wakeham
- 1994–1997: Robert Gascoyne-Cecil, wicehrabia Cranborne
- 1997–1998: Ivor Richard, baron Richard
- 1998–2001: Margaret Jay, baronessa Jay of Paddington
- 2001–2003: Gareth Williams, baron Williams of Mostyn
- 2003–2007: Valerie Amos, baronessa Amos
- 2007–2008: Catherine Ashton, baronessa Ashton of Upholland
- 2008–2010: Janet Royall, baronessa Royall of Blaisdon
- 2010–2013: Thomas Galbraith, 2. baron Strathclyde
- 2013–2014: Jonathan Hill, baron Hill of Oareford
- 2014–2016: Tina Stowell, baronessa Stowell of Beeston
- 2016-2022: Natalie Evans, baronessa Evans of Bowes Park
- 2022–2024: Nicholas True, baron True
- od 2024: Angela Smith, baronessa Basildon